# سیارک ۱۲۷۵۳
سیارک ۱۲۷۵۳ (به انگلیسی: 12753 Povenmire، نامگذاری:1993HE) دوازده هزار و هفتصد و پنجاه و سومین سیارک کشف شده‌است که در ۱۸ آوریل ۱۹۹۳ کشف شد.
قدر مطلق سیارک برابر ۱۲٫۵۰ است.